# JR East série E235
Pour les articles homonymes, voir E235.
La série E235 (E235系, E235-kei)（E235系電車 (E235けいでんしゃ, E235 Keidensha) est un type de rame automotrice exploitée par la compagnie East Japan Railway Company (JR East) dans le Grand Tokyo.

## Histoire
La série E235 a été dévoilée par la JR East en juillet 2014 comme la remplaçante de la série E231-500 sur la ligne Yamanote. La première rame entre en service commercial le 30 novembre 2015, mais elle est retirée le lendemain à la suite de divers problèmes techniques. Après plusieurs semaines de tests complémentaires, elle reprend le service commercial le 7 mars 2016. Les 49 autres rames sont introduites entre 2017 et 2020.
En septembre 2018, la JR East a annoncé l'achat de rames série E235-1000 pour équiper les lignes Sōbu et Yokosuka à partir de 2020 en remplacement de la série E217. Elles entrent en service le 21 décembre 2020.
La série a remporté un Laurel Prize en 2017.

## Description
La série E235 dérive de la série E233 qui circule depuis 2006 sur plusieurs lignes de banlieue de la JR East. Les rames E235-0 se composent de 11 caisses avec quatre paires de portes de chaque côté. Les rames E235-1000 ont 4 ou 11 voitures, permettant des unités multiples de 15 voitures. Les rames E235-1000 de 11 voitures possèdent deux voitures à 2 niveaux.
Les designs extérieur et intérieur ont été réalisés par la société Ken Okuyama Design.

### Extérieur
Extérieurement, la série E235 est très similaire à la série précédente E233, seule la face avant est d'une esthétique différente. Néanmoins la série E235 fait partie de la gamme sustina (ja) qui incorpore de nouvelles normes dans la construction environnementale et sur le design.
Le nez est composé d'une face avant verticale avec un pare-brise monobloc, incorporant la girouette de destination et les phares (situés en haut). Des mesures de protection de la cabine, en cas de choc frontal, ont été prises par l'installation de zone déformables et une « zone de survie » indéformable.
Les rames à 11 voitures de la série 235-0 ont 10 voitures type E235 et une type E233-4000 (la voiture 10) prélevée dans les anciennes rames E231-500 qui circulaient sur la ligne. Elle se distingue par un décalage d'une des portes pour pouvoir s'aligner au portes palières de la ligne Yamanote qui peut accueillir les trains de la ligne Keihin-Tōhoku plus courts (10 voitures) et dont la porte de la première voiture est décalée.
Les couleurs de la lignes sont représentées par une bande de couleur ceinturant la caisse, excepté les trains de la ligne Yamanote qui possèdent des bandes verticales au niveau des portes (à l'instar de la livrée IDF des MS 61/Z 8100) afin d'améliorer la visibilité de la ligne, gênée par les portes palières.

### Intérieur
L'intérieur des voitures est blanc, incluant les murs et le plafond. Le revêtement du sol est en dégradé de gris. Les sièges sont gris foncé avec un dossier vert pour la ligne Yamanote, ou bleu pour les lignes Sōbu et Yokosuka. Les poignées pour se tenir sont vertes pour les E235-0, blanches pour les E230-1000. L'éclairage complet est à LED.
L'orientation des sièges est entièrement longitudinal, à l'exception des voitures à deux niveaux qui ont des sièges transversaux du fait que ce sont des voitures de 1re classe « Green car ».
Deux écrans à cristaux liquides (LDC) de 17 pouces sont situés au-dessus de chaque porte et diffusent les informations et plans de la ligne, comme dans les séries précédentes. De plus, il y a trois écrans à cristaux liquides de 21,5 pouces au-dessus de chaque fenêtre latérale et un écran au-dessus de l'intercirculation (ce qui fait que chaque voiture possède huit écrans de 17 pouces et vingt écrans de 21,5 pouces). Les écrans supplémentaires sont essentiellement utilisés pour la publicité, excepté les deux au-dessus de l'intercirculation indiquant les arrêts en trois langues (japonais, coréen, anglais majoritairement),,,.
Un espace libre a été aménagé dans chaque voiture, afin que non seulement les utilisateurs de fauteuils roulants mais aussi les utilisateurs de poussettes, et autres utilisateurs le nécessitant puissent l'utiliser. Afin de permettre à un plus grand nombre d'usagers d'utiliser plus facilement cet espace libre, une main courante à deux niveaux a été prévue dans le sens de la rame et un coussin a été prévu sur la paroi comme "repose fesses". En plus de la couleur de la cloison d'une teinte rosée (différente du reste de la voiture), le revêtement de sol était marqué d'une grande marque rouge de fauteuil roulant et d'une marque de poussette. Des symboles de fauteuil roulant et de poussettes sont également affichés sur chaque voiture, à l'extérieur du véhicule (les modèles conventionnels tels que la série E231 n'ont que les deux premières voitures). Quant aux places prioritaires, 3 places sont installées du côté opposé de l'espace libre des voitures intermédiaires, et 9 places sont prévues pour chaque voiture intermédiaire sauf la voiture 10.

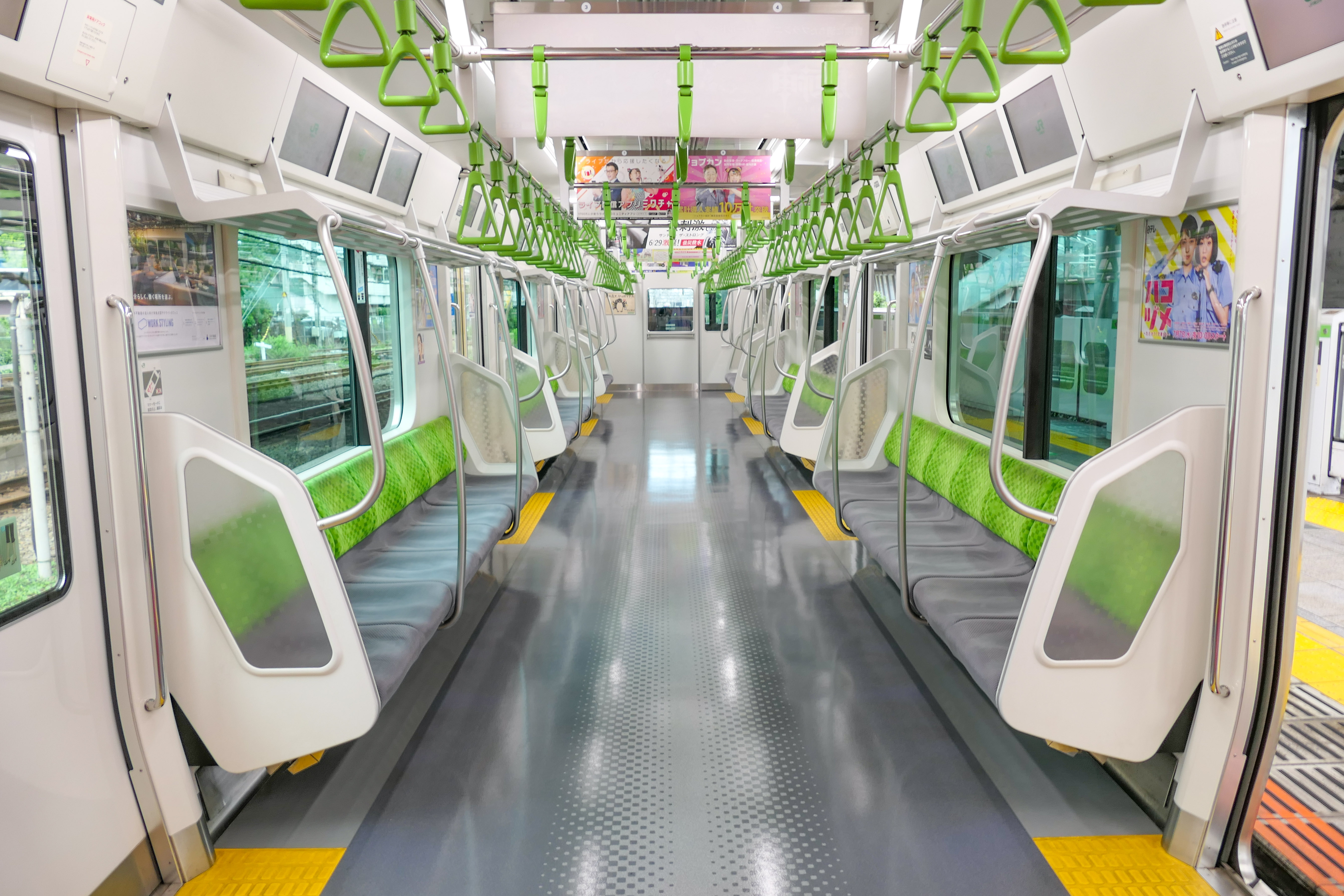
Intérieur voiture E235-0
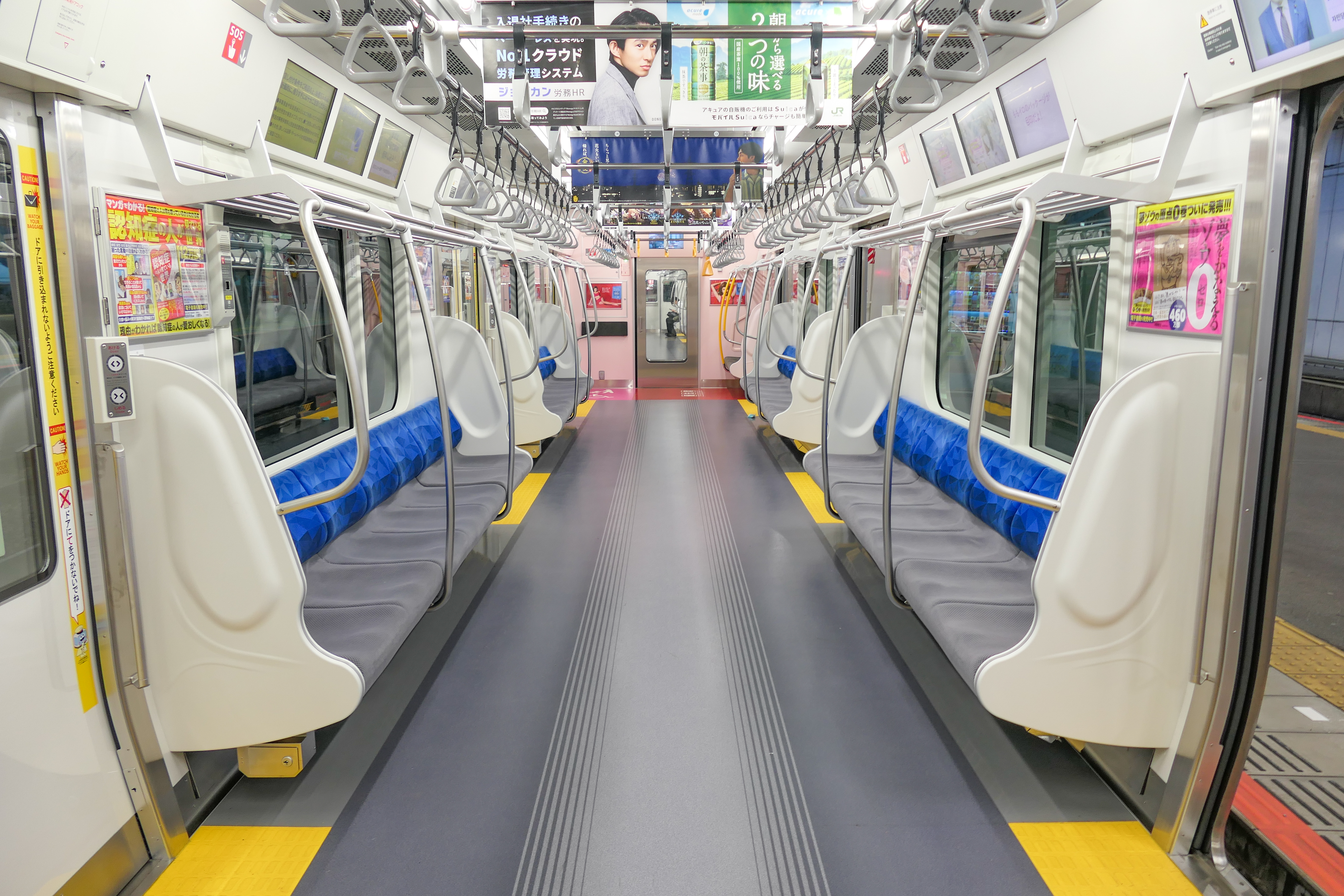
Intérieur voiture E235-1000
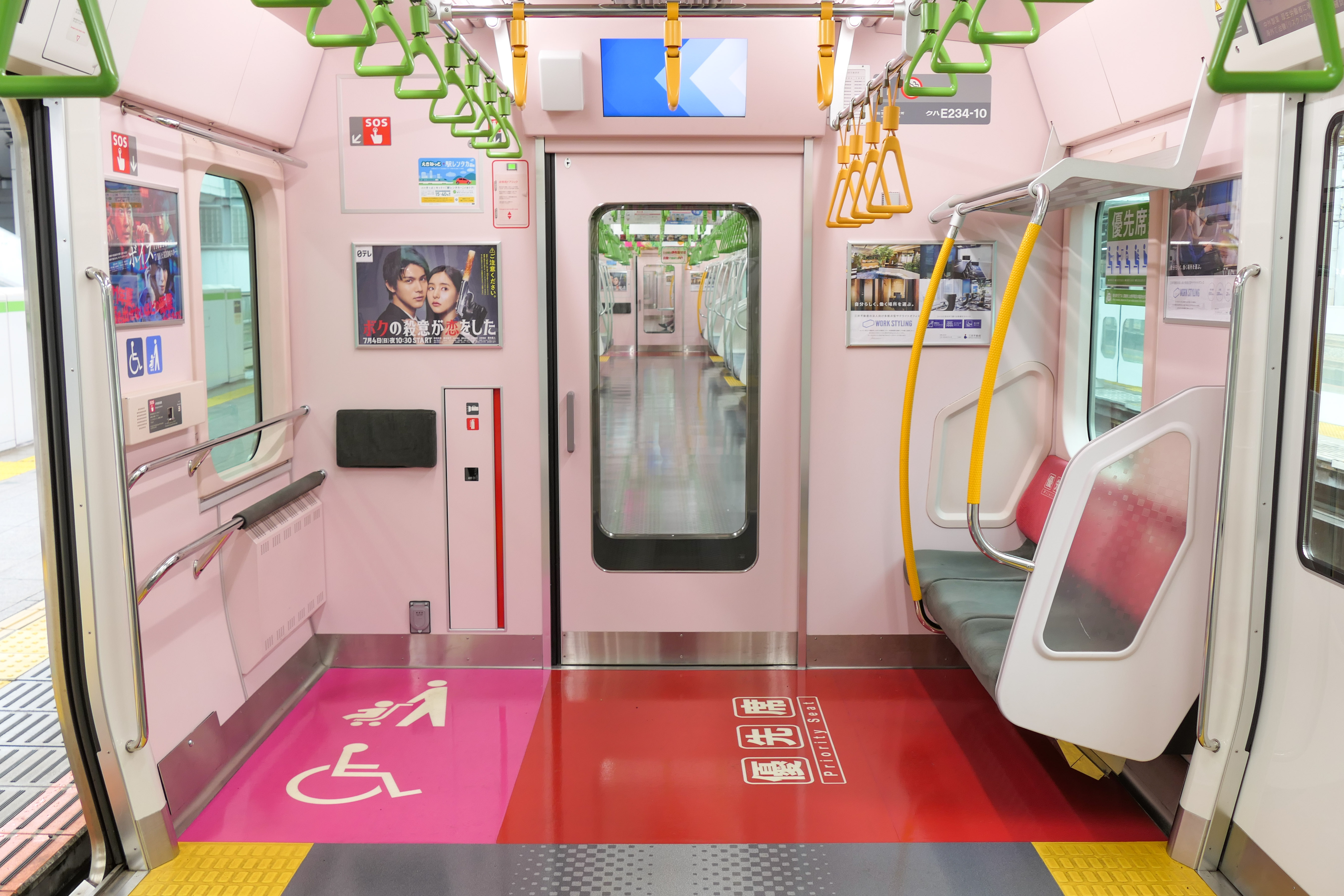
Zone UFR à gauche, places prioritaires à droite
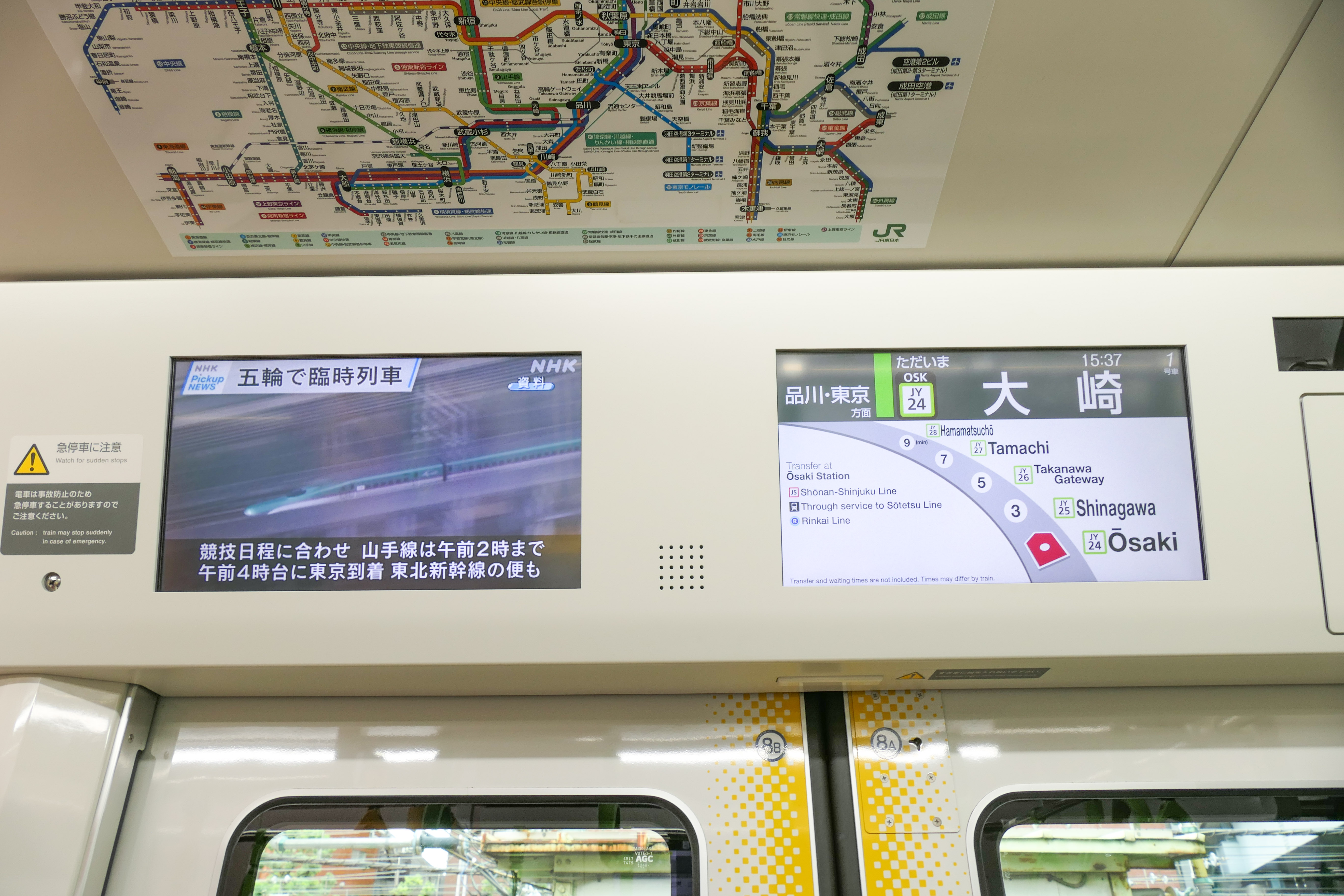
Écrans LCD au-dessus des portes
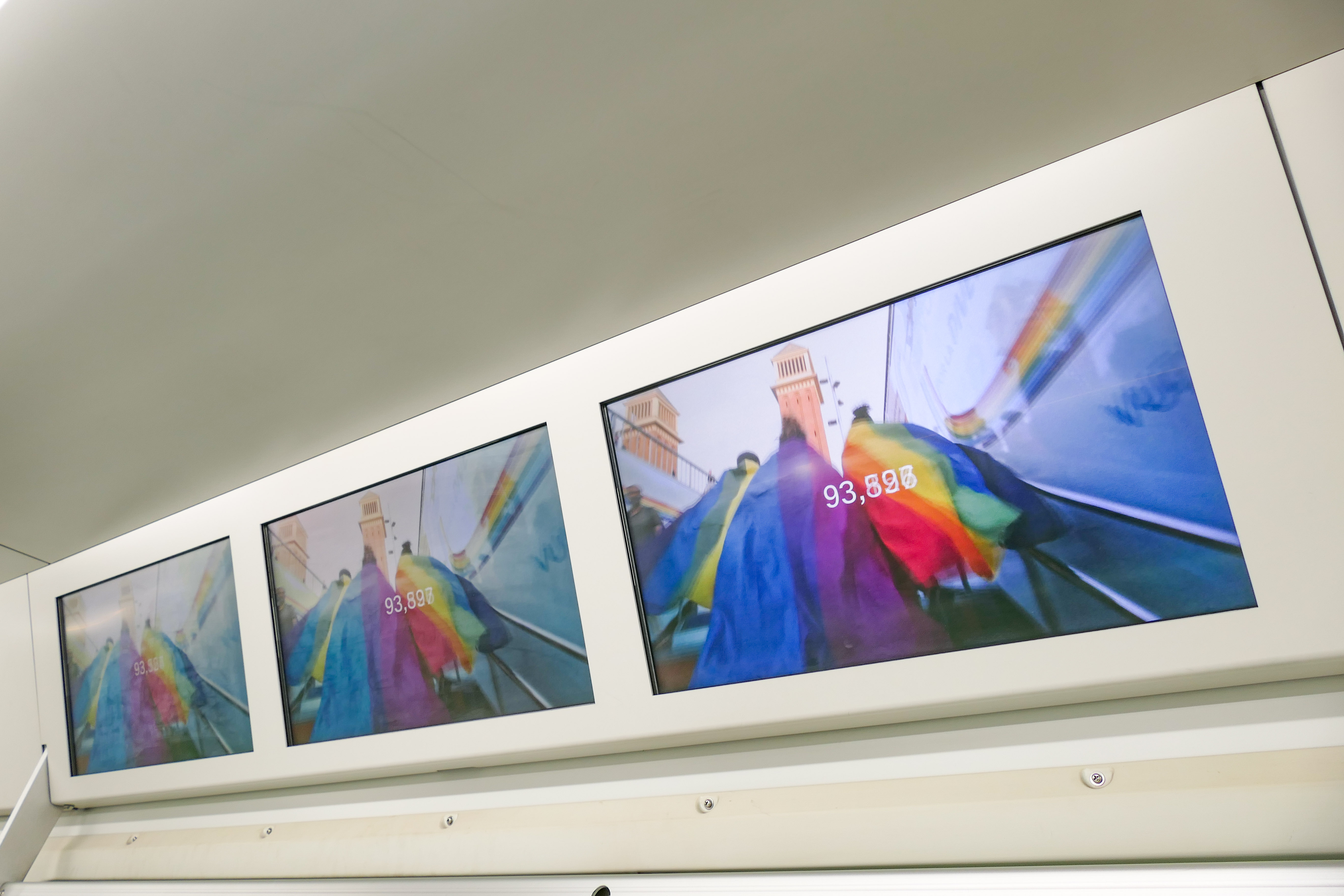
Écrans LCD supplémentaires entre les portes
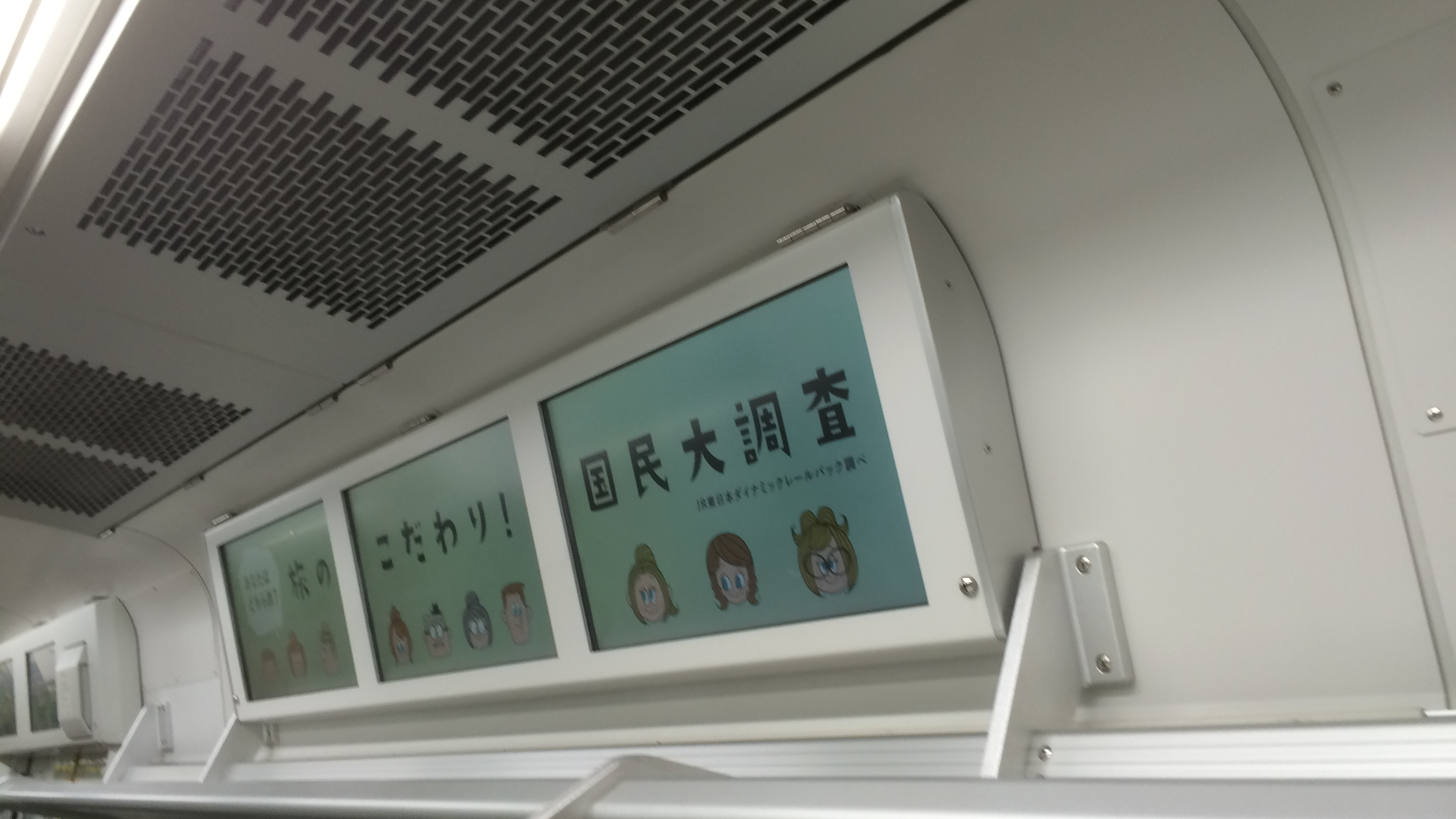
Écrans LCD supplémentaires dans la voiture E233-4000

### Caractéristiques techniques
Le dispositif de commande est une commande d'onduleur PWM-VVVF à tension à 2 niveaux qui applique du SiC à élément semi-conducteur de fabrication Mitsubishi (type SC104). Il a une configuration 1C4M (1 commande pour 4 moteurs) dans laquelle un dispositif onduleur contrôle quatre moteurs de traction. Il s'agit de la deuxième adoption en série de modules SiC dans de nouveaux modèles au Japon, mais le premier concernant les trains (le premier étant le tram type Fukui Railway F1000).
Pour le moteur de traction, Toshiba était chargé de la conception d'origine, et le premier moteur à induction triphasé à cage d'écureuil externe entièrement fermé de type JR East MT79 a été adopté. Quatre moteurs ont été installés par motrice (bogie bimoteurs). Le roulement peut être remplacé sans retirer le rotor, et il s'agit d'une structure à faible entretien qui ne nécessite pas de nettoyage interne régulier. La puissance horaire nominale a été améliorée à 140 kW.
En tant qu'alimentation pour les équipements auxiliaires, un onduleur statique (SIV) composé d'un onduleur PWM à 3 niveaux de tension, qui utilise des éléments IGBT, est installé. Il s'agit d'un système double de secours et peut fonctionner même si un système tombe en panne. Le véhicule produit en série est équipé de deux types, le type SC106 fabriqué par Toyo Denki Seisakusho et le type SC107 fabriqué par Toshiba, mais la tension de sortie est unifiée avec un courant alternatif triphasé de 440 V et une capacité nominale de 260 kVA, et ils sont montés l'un sur l'autre et peuvent être remplacés facilement.
Le compresseur d'air utilise le Knorr-Bremse type alternatif sans huile MH3130-C1600F, qui est alimenté par le courant alternatif triphasé 440 V sortie du SIV.
Le système de freinage (dispositif de commande de freinage) utilise un frein pneumatique à commande électrique qui utilise également un frein à récupération (fabriqué par Mitsubishi Electric). Pour les freins réguliers, le contrôle de charge et le contrôle électropneumatique coordonné sont assurés par le système de gestion de la force de freinage de formation d'INTEROS, (voir ci-après), en utilisant préférentiellement le freinage par récupération, le fonctionnement est en économie d'énergie et l'usure des mâchoires du frein de base peuvent être réduites.
Pour les bogies, les bogies DT80 (bogie moteur), TR264, TR264A, TR264B (bogie porteurs), qui sont des bogies sans traversin équipés d'un mécanisme de support de boîte d'essieu de type poutre d'arbre, sont adoptés. Les voitures ordinaires et les voitures « Green car » ont des amortisseurs de lacet sur la série E235-1000 des lignes Yokosuka et Sōbu.

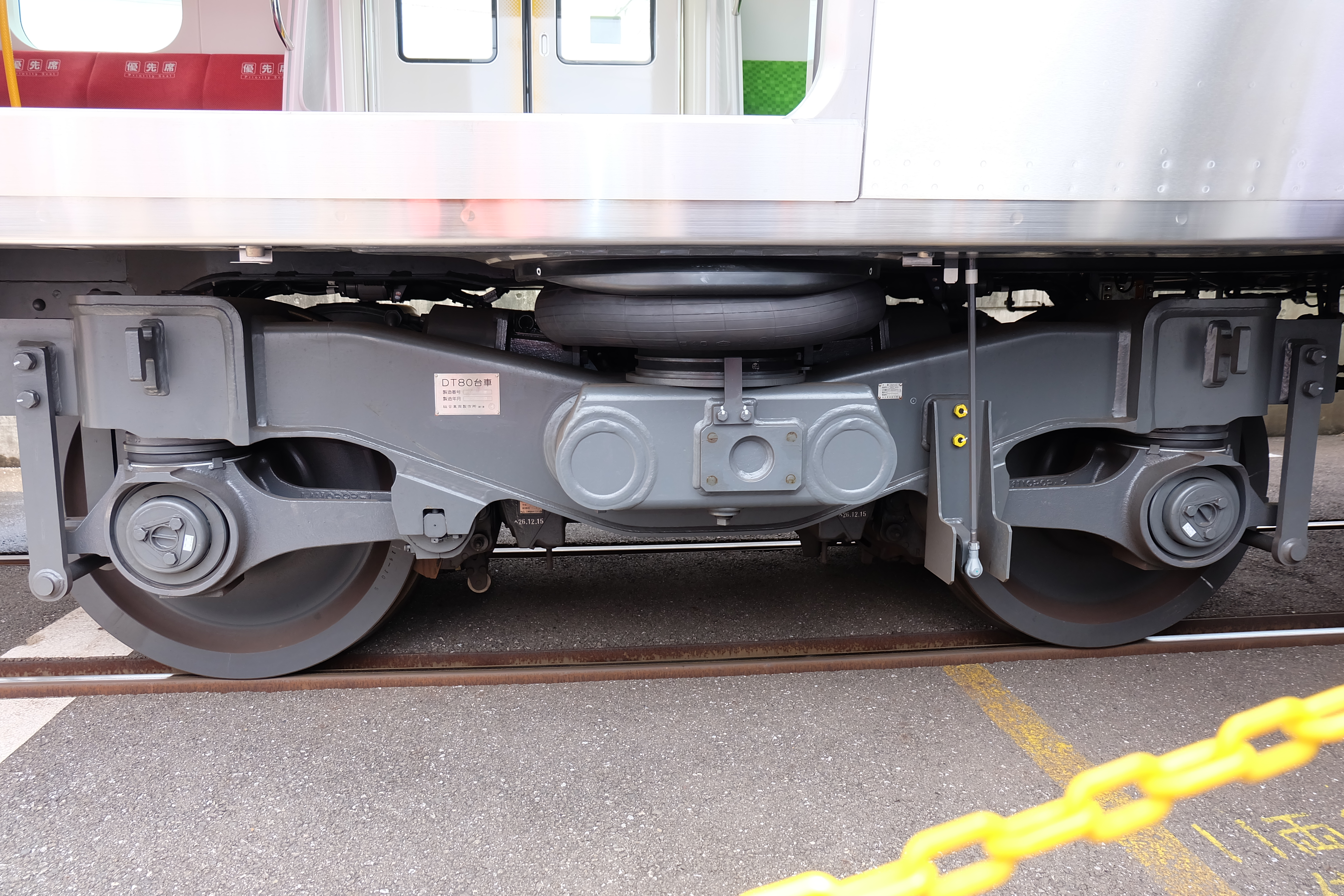
Bogie Moteur DT80 de la série E235-0
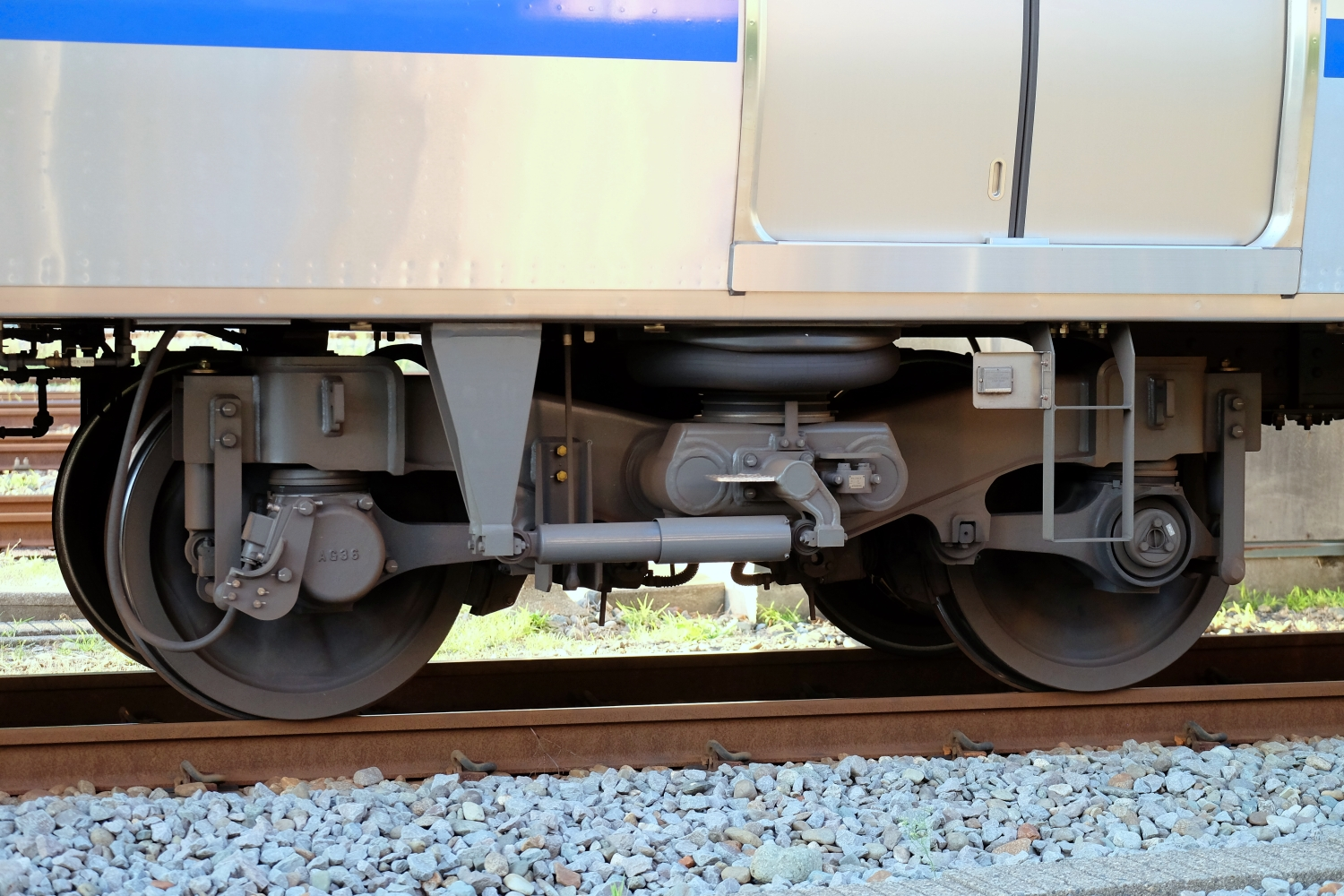
Bogie de la serie E235-1000 avec amortisseur de lacet

Le dispositif de gestion des informations sur les trains TIMS installé dans la série E231 était une évolution du dispositif de surveillance conventionnel, mais dans la série E235, l'"INTEROS", qui a des fonctions élargies, a été introduit.
Sous le plancher de la voiture Saha E235-1, qui sera la voiture 4, un dispositif de surveillance des équipements de voie composé d'un « dispositif de surveillance du matériel de voie » et d'un « dispositif d'inspection de déplacement de voie » sera installé. Le dispositif de surveillance du matériel de voie utilise une combinaison d'une caméra de profil capable de capter des informations de hauteur en 256 gradations monochromes et une caméra à capteur de ligne capable de capter des images bidimensionnelles en niveaux de gris.
La voiture 3, Moha E235-3, sera équipée d'un dispositif de surveillance de l'état des caténaires. Un accéléromètre fixé à la coque du pantographe détecte les défauts, un capteur infrarouge qui détecte les arcs, une caméra vidéo qui enregistre l'état du câble aérien et le mouvement du pantographe, et mesure la hauteur et le déplacement du câble. Il est équipé d'un dispositif laser rotatif et d'un dispositif lumineux à LED infrarouge.
Il existe un dispositif de support "TASC" permettant l'arrêt automatique des trains face aux portes palières.

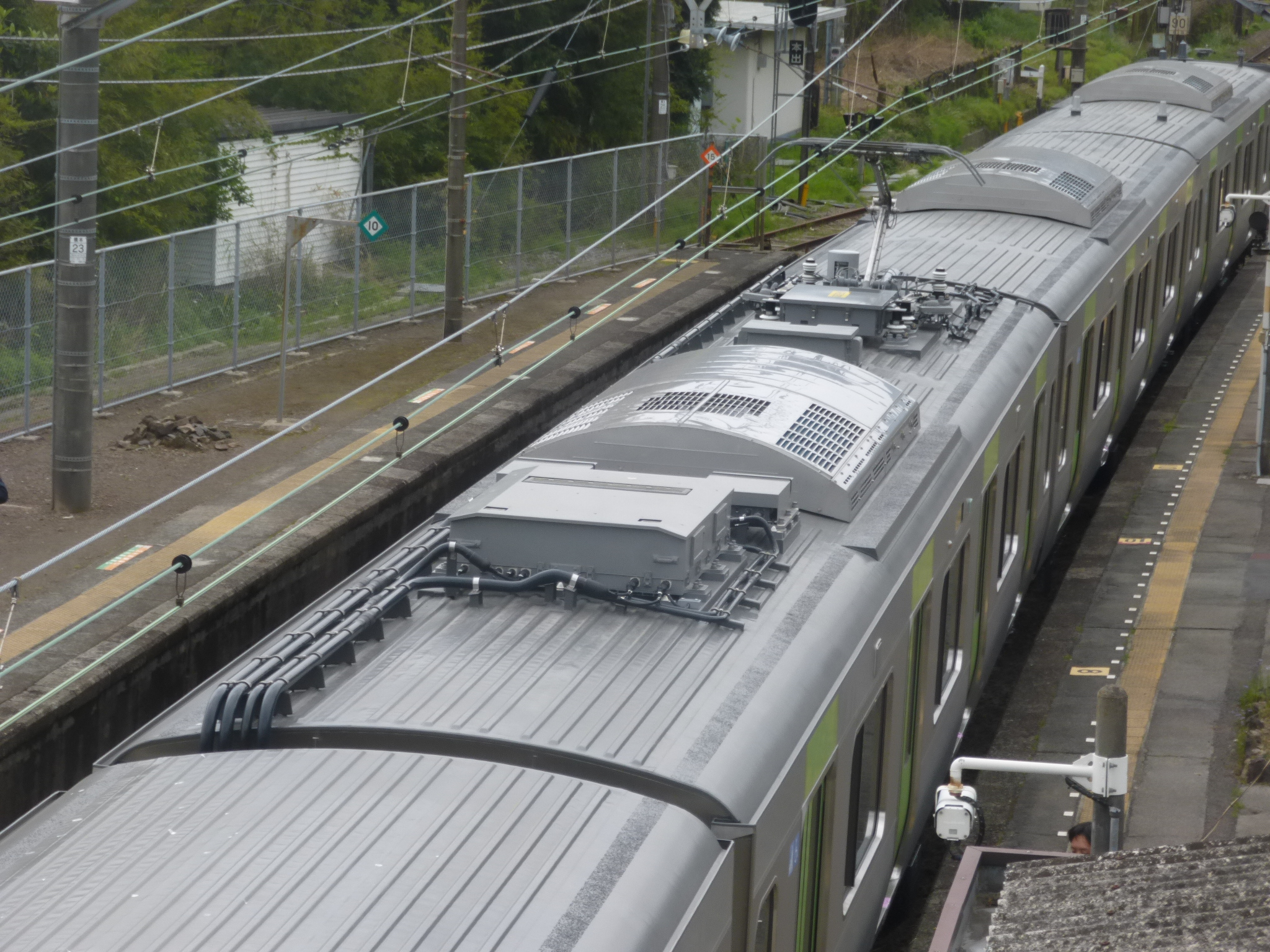
Système de surveillance des caténaires
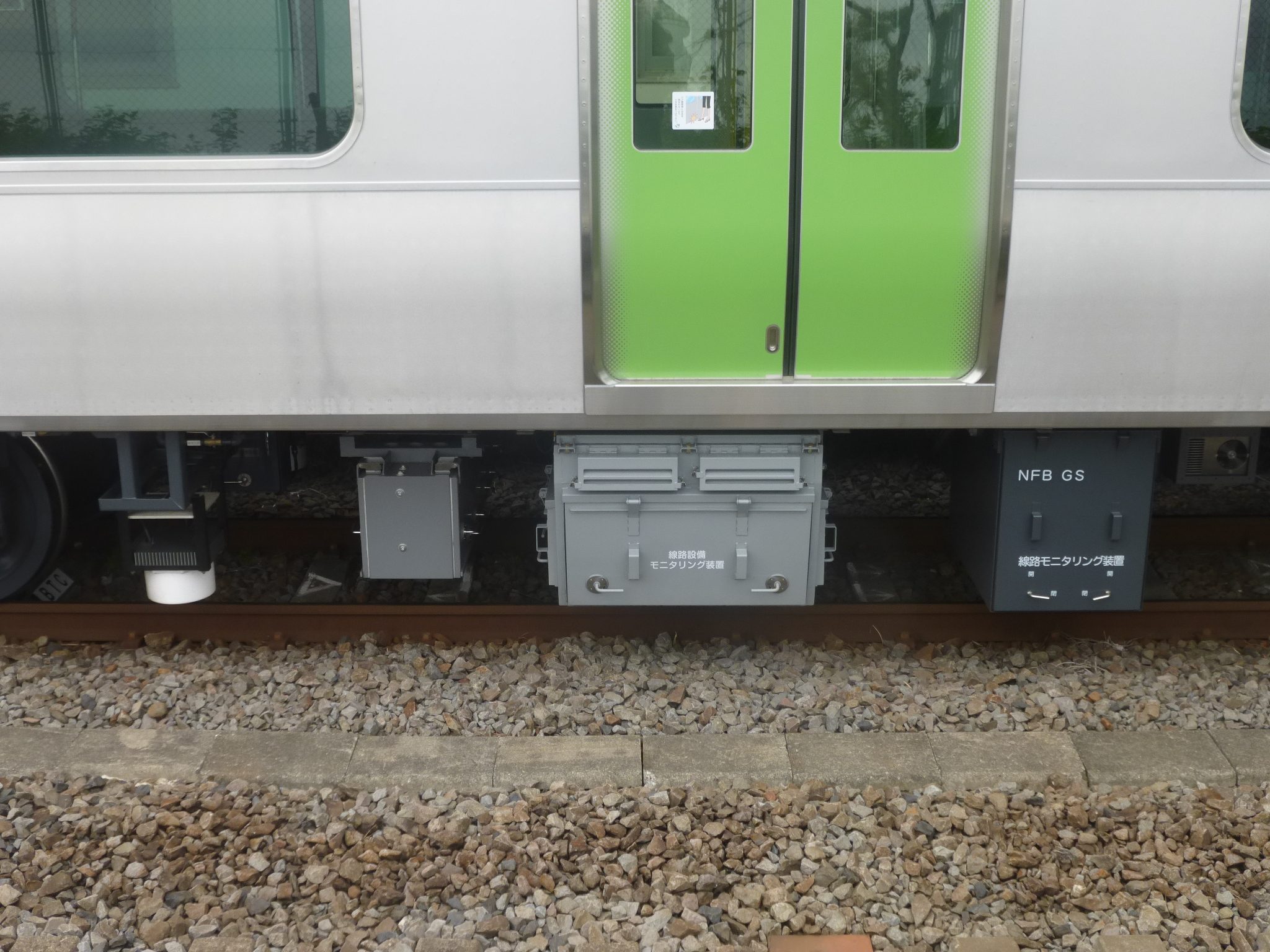
Système de surveillance des voies

## Affectation
- Série E235-0 : Rames de 11 voitures utilisées sur la ligne Yamanote à partir du 20 novembre 2015[25]
- Série E235-1000 : Rames de 11 voitures utilisées à partir du 20 décembre 2020 sur les lignes Yokosuka et Sōbu, avec des services prolongés sur les lignes Narita, Sotobō, Uchibō et Kashima. Rames de 4 voitures additionnelles accouplables pour les compositions à 15 voitures en heure de pointe[26].

## Formations

### Informations
- Cont : Dispositif de contrôle du véhicule,
- SIV  : Alimentation auxiliaire (onduleur statique),
- CP : Compresseur d'air,
- ♀ : Véhicule réservé aux femmes,
- < ou > : pantographe,
- MoHa ou Moha (モハ) → Motrice sans cabine,
- SaHa ou Saha (サハ) → Remorque sans cabine,
- KuHa ou Kuha (クハ) → Remorque avec cabine,
- KuMoHa ou Kumoha (クモハ) → Motrice avec cabine,
- SaLo ou Salo (サロ)→Voiture bi-niveau (Green car/1re classe)

### Série E235-0
Uniquement affectées à la ligne circulaire Yamanote, les rames sont composées de 11 voitures par rame. Elles ont remplacé les rames série E231-500.
Un train de présérie a été livré en mars 2015, d'abord entré en service commercial à partir du 30 novembre 2015, mais ensuite mis hors service pendant trois mois avant d'être remis en service en mars 2016.
La rame de présérie (01) a été convertie au standard de production le 14 mars 2018.
Au 1er janvier 2020, 50 rames de 11 voitures (01 à 50) sont basées au Centre général du matériel roulant de Tokyo et composées de six motrices, et de cinq remorques (6M5T). Toutes les rames sauf deux ont des voitures SaHa E235-4600 (voiture 10), qui sont modifiées à partir des anciennes voitures SaHa E231-4600 de la série E231-500.
|                                  | ← Anti-horaire (Boucle intérieure)Horaire (Boucle extérieure) → |                |           |           |           |           |           |           |           |           |           |
|                                  |                                                                 |                |           |           |           |           |           |           |           |           |           |
| Voiture N°.                      | 11                                                              | 10             | 9 >       | 8         | 7         | 6 <>      | 5         | 4         | 3 >       | 2         | 1         |
| Désignation                      | Tc                                                              | T              | M1        | M2        | T'        | M1        | M2        | T         | M1        | M2        | Tc'       |
| Numérotation (rames01–03, 06–50) | KuHa E235                                                       | SaHa E235-4600 | MoHa E235 | MoHa E234 | SaHa E234 | MoHa E235 | MoHa E234 | SaHa E235 | MoHa E235 | MoHa E234 | KuHa E234 |
| Numérotation (rames 04–05)       | KuHa E235                                                       | SaHa E235-500  | MoHa E235 | MoHa E234 | SaHa E234 | MoHa E235 | MoHa E234 | SaHa E235 | MoHa E235 | MoHa E234 | KuHa E234 |
| Capacité (total/sièges)          | 142/39                                                          | 160/48         | 160/51    | 160/51    | 160/51    | 160/51    | 160/51    | 160/51    | 160/51    | 160/51    | 142/39    |
| Equipement                       | SIV                                                             |                | VVVF      | VVVF, CP  | SIV       | VVVF      | VVVF, CP  |           | VVVF      | VVVF, CP  | SIV       |

- Sur la rame de  pré-séries (01), la voiture 3 a un pantographe PS33D, la voiture 6 a un PS33H et PS36A (un utilisé en secours), et la voiture 9 a un PS33H.
- Sur les autres rames de production (02-50), les voitures 3 et 9 ont chacune un pantographe type PS33H et la voiture 6 a deux pantographes PS33H (un utilisé en secours).
- Toutes les voitures ont un « espace libre » accessible/prioritaire.
- La voiture 4 est désignée comme une voiture légèrement climatisée.

Toutes les informations datent d'avril 2022.

### Série E235-1000
Un total de 745 voitures (composant 51 trains de 11 voitures et 46 trains de quatre voitures) seront construites pour être utilisées sur la ligne Sōbu (rapide) et la ligne Yokosuka, remplaçant la série E217 utilisée depuis 1994.
Le 21 avril 2020, les voitures Green car de la première rame ont été achevées à l'usine J-TREC de Yokohama et transportées à l'usine J-TREC de Niitsu pour être jointes aux voitures standard. Le 3 juin 2020, la première rame de 11 voitures a été achevée à Niitsu ;  elle a été livrée au dépôt de Kamakura le 8 juin 2020. La première rame de 4 voitures a été achevée à Niitsu le 16 juin 2020 et a été livrée le 19 juin 2020.
Le premier train (composé de la rame de 11 voitures F-01 couplée à la rame à 4 voitures J-01) est entré en service commercial pour la pointe de l'après-midi à la gare d'Ōfuna le 21 décembre 2020.

#### Rames à 11 voitures
Au 24 juin 2021, 13 rames de 11 voitures (F-01 à F-13) sont basées au dépôt de Kamakura et composées de six voitures motrices et de cinq remorques (6M5T).
|              | ← Kimitsu, Aéroport de Narita Kurihama → |                |                |                |                |                |                |                |                |                |                |
|              |                                          |                |                |                |                |                |                |                |                |                |                |
|              |                                          |                |                |                |                |                |                |                |                |                |                |
| Voiture N°.  | 11                                       | 10 <           | 9              | 8              | 7 <            | 6              | 5              | 4              | < 3 >          | 2              | 1              |
| Désignation  | Tc                                       | M1             | M2             | T              | M1             | M2             | Tsd            | Tsd'           | M1             | M2             | Tc'            |
| Numérotation | KuHa E235-1000                           | MoHa E235-1000 | MoHa E234-1000 | SaHa E235-1000 | MoHa E235-1200 | MoHa E234-1200 | SaRo E235-1000 | SaRo E234-1000 | MoHa E235-1300 | MoHa E234-1300 | KuHa E234-1000 |
| Equipement   | SIV                                      | VVVF           | VVVF, CP       |                | VVVF           | VVVF, CP       |                |                | VVVF           | VVVF, CP       | SIV            |

- Les voitures 7 et 10 ont chacune un pantographe à un bras et la voiture 3 a deux pantographes à un bras (un en secours).
- Les voitures 1-3 et 6-11 ont un "espace libre" accessible/prioritaire.
- Les voitures 1, 5 et 6 ont chacune des toilettes (conception universelle dans les voitures 1 et 6).
- La voiture 8 est désignée comme une voiture légèrement climatisée.
- Les voitures 4 et 5 sont des voitures vertes à deux niveaux (Bi-level)

Toutes les informations datent d'octobre 2022,.

#### Rames à 4 voitures
Au 15 juin 2021, 13 rames de quatre voitures (J-01 à J-13) sont basées au dépôt de Kamakura et formées de deux motrices et de deux remorques (2M2T)
|              | ← Kimitsu Kurihama → |                |                |                |
|              |                      |                |                |                |
|              |                      |                |                |                |
| Voiture N°.  | +4                   | +3 <>          | +2             | +1             |
| Désignation  | Tc                   | M1             | M2             | Tc'            |
| Numérotation | KuHa E235-1100       | MoHa E235-1100 | MoHa E234-1100 | KuHa E234-1100 |
| Equipement   |                      | VVVF           | VVVF, CP       | SIV            |

- La voiture +3 a deux pantographes à un bras (un utilisé comme secours)
- Toutes les voitures ont un "espace libre" accessible/prioritaire.
- La voiture +1 a des toilettes de conception universelle.

## Projets
- Des caméras de sécurité seront installées dans tous les véhicules pour améliorer le niveau de sécurité.
- Certaines agences de presse, indiquent qu'après la ligne Yokosuka, des lignes de moyenne distance comme les lignes Tōkaidō, Utsunomiya, Takasaki et éventuellement la ligne Shōnan-Shinjuku seraient équipées de rames séries E235 pour remplacer les rames séries E231.

## Modélisme
La série E235 est reproduite à l'échelle N par Kato et Tomix.

## Galerie photos

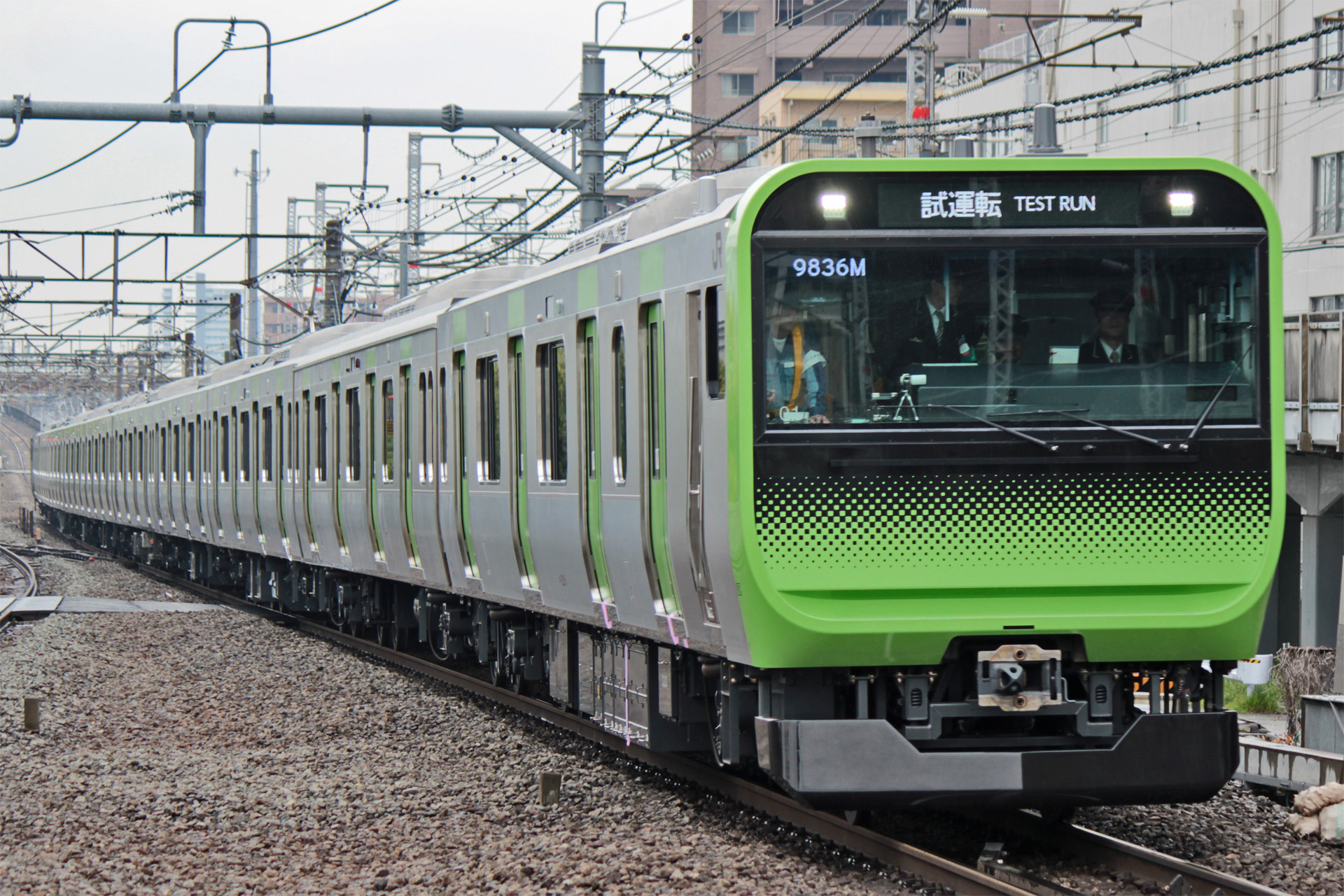
La première rame en test.
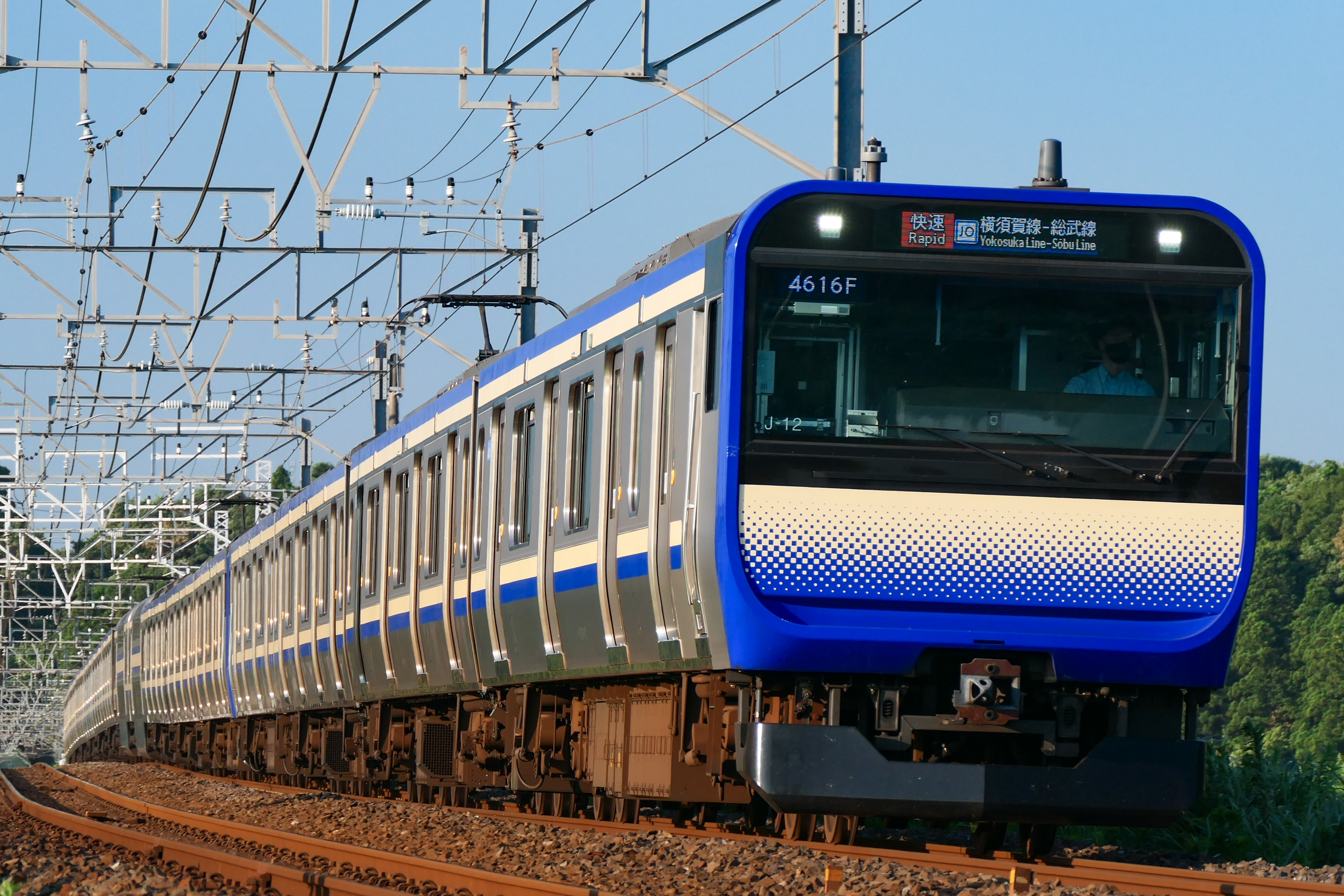
Rame E235-1000.
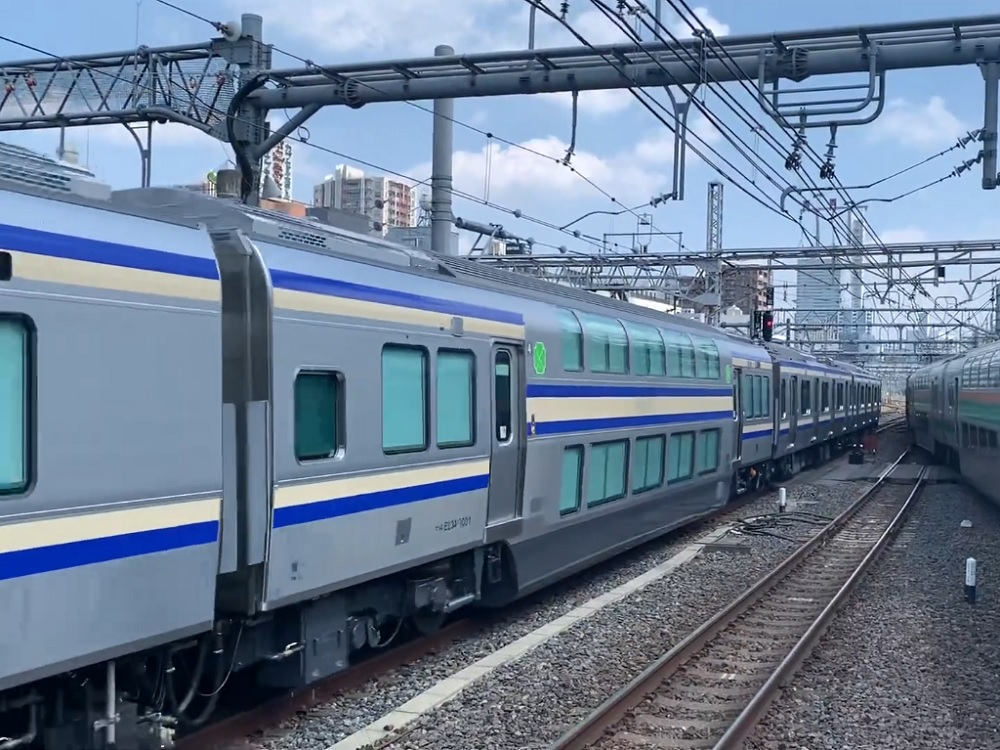
Voiture à deux niveaux.
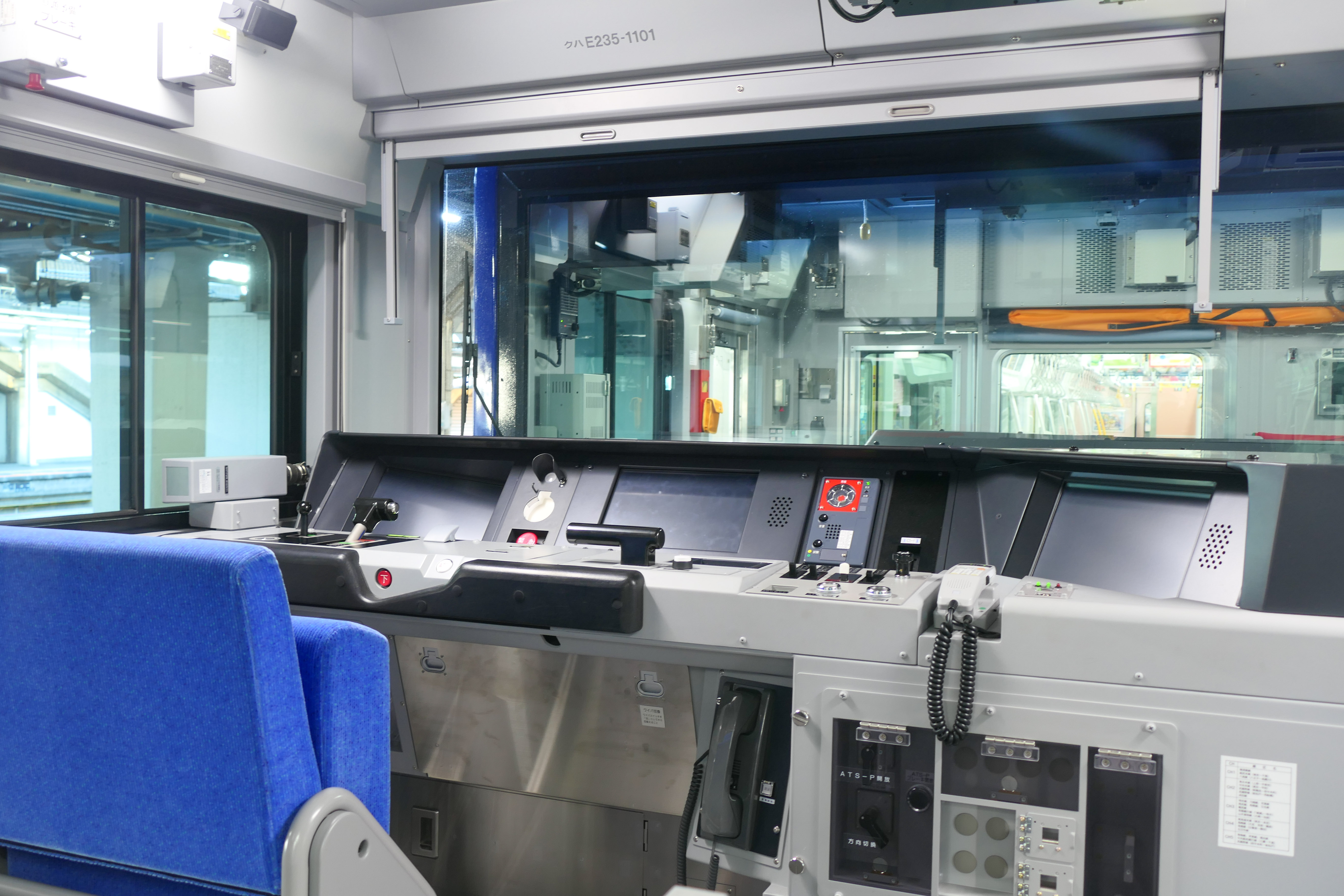
Cabine de conduite